# 刘天绪
刘天绪（1975年12月—），甘肃武山人。男，汉族。大专学历。
任甘肃省天水市武山县马力镇北顺村党委书记。
2016年1月12日，甘肃省第十二届人大常委会第二十一次会议补选为第十二届全国人民代表大会代表。